# Степлаг
Степлаг (Степной лагерь), Особлаг (Особый лагерь) № 4 — лагерь для политических заключённых в системе ГУЛАГ, управление которого располагалось в пос. Кенгир (ныне в черте г. Жезказган) Карагандинской области Казахстана. Организован 28 февраля 1948 года  в помещениях  Спасозаводского лагеря МВД для военнопленных (по другим сведениям Джезказганского лагеря военнопленных № 39). В 1940—1943 годах на месте Степлага располагался Джезказганский ИТЛ, с которым часто ошибочно смешивают Степлаг.

## Численность заключённых
| Дата            | численность | Дата          | численность |
| --------------- | ----------- | ------------- | ----------- |
| IV квартал 1948 | 5713        | 1 января 1953 | 20 869      |
| 1 января 1949   | 18 572      | 1 января 1954 | 21 090      |
| 1 января 1950   | 27 855      | 1 января 1955 | 10 481      |
| 1 января 1951   | 18 572      | 1 июля 1956   | 7603        |
| 1 января 1952   | 23 089      |               |             |

Лимит наполнения менялся от 10 000 — 28 февраля 1948 года, 16 000 — 29 июля 1948 года, 23 400 — 12 апреля 1949 года, 28 000 — 11 августа 1949, 19 000 — 17 ноября 1950, 25 000 — 16 июля 1951, в том числе за счёт сокращения лимита Особлага № 7 на 6 тысяч. Совет Министров обязал МВД в апреле — марте 1954 года завезти 3000 заключённых «особого контингента» (осуждённых по 58 статье) и 1000 заключённых общего контингента.

## Национальный состав заключённых
Национальный состав заключённых Степлага в мае 1954 года был следующим:
| №  | Национальность | число | %%    | №  | Национальность | число | %%   |
| -- | -------------- | ----- | ----- | -- | -------------- | ----- | ---- |
| 1  | Украинцы       | 9596  | 46,36 | 18 | Туркмены       | 76    | 0,38 |
| 2  | Литовцы        | 2690  | 13,0  | 19 | Ингуши         | 56    | 0,27 |
| 3  | Русские        | 2661  | 12,86 | 20 | Китайцы        | 55    | 0,27 |
| 4  | Латыши         | 1074  | 5,19  | 21 | Таджики        | 54    | 0,26 |
| 5  | Белорусы       | 878   | 4,24  | 22 | Корейцы        | 52    | 0,25 |
| 6  | Эстонцы        | 873   | 4,22  | 23 | Киргизы        | 50    | 0,24 |
| 7  | Поляки         | 379   | 1,83  | 24 | Японцы         | 30    | 0,14 |
| 8  | Немцы          | 359   | 1,73  | 25 | Румыны         | 24    | 0,12 |
| 9  | Казахи         | 291   | 1,40  | 26 | Греки          | 21    | 0,10 |
| 10 | Молдаване      | 208   | 1,0   | 27 | Удмурты        | 20    | 0,10 |
| 11 | Узбеки         | 204   | 0,99  | 28 | Иранцы         | 18    | 0,09 |
| 12 | Евреи          | 174   | 0,84  | 29 | Финны и карелы | 16    | 0,08 |
| 13 | Армяне         | 154   | 0,74  | 30 | Башкиры        | 9     | 0,04 |
| 14 | Грузины        | 132   | 0,64  | 31 | Афганцы        | 8     | 0,04 |
| 15 | Татары         | 127   | 0,61  | 32 | Турки          | 8     | 0,04 |
| 16 | Чеченцы        | 124   | 0,60  | 33 | Монголы        | 2     | 0,01 |
| 17 | Азербайджанцы  | 108   | 0,52  | 34 | Прочие         | 167   | 0,81 |

Среди так называемых «прочих», упомянутых в данной таблице, были и американка Норма Шикман, и венгр Ференц Варкони, и знаменитый хирург, испанец Хулиан Фустер. А вот как описывает Кенгирское лаготделение Степлага тех лет А. Е. Фельдман:

В лагере были почти все национальности, украинцы, белорусы, прибалты, много китайцев, японец, немцы. Весьма основательно были представлены страны народной демократии. […]. Было много священников, но особенно много было сектантов разного толка. Лагерь выработал свой собственный, необычный язык. Западные украинцы, которых было в лагере после войны большинство, пользуясь тем, что их понимали, не говорили по-русски, а только по-украински. Иностранцы и жители Средней Азии, совсем не знавшие русского языка, постепенно обучались украинскому, считая его русским. В общем, большинство заключённых говорило на дикой смеси разных языков и наречий, которую они и принимали за русский.

## Структура Степлага и численность заключённых по лагерным отделениям
В начале 50-х в структуру Степлага входило 9 лагерных отделений (ЛО), в том числе Байконур (не путать с космодромом), Карсакпай, Каражал, Акчатау, Балхаш. На 10 июня 1954 года в Степлаге было 6 ЛО
| № ЛО | Дислокация             | Мужчин (из них каторжан) | Женщин (из них каторжанок) | Всего |
| ---- | ---------------------- | ------------------------ | -------------------------- | ----- |
| 1    | пос. Рудник-Джезказган | 5114 (13)                | —                          | 5114  |
| 2    | пос. Перевалка         | 3530 (1408)              | —                          | 3530  |
| 3    | пос. Кенгир            | 3190 (10)                | 2407 (134)                 | 5597  |
| 4    | пос. Крестовский?      | 1393 (359)               | —                          | 1393  |
| 5    | пос. Джезды            | 1180 (245)               | —                          | 1180  |
| 6    | пос. Теректы           | 2270 (17)                | 1614 (0)                   | 3384  |

## Выполняемые работы
- 1 лаготделение (пос. Рудник) — добыча в шахтах медной руды
- 2 лаготделение — добыча в шахтах медной руды
- 3 лаготделение (пос. Кенгир) — строительство обогатительной фабрики, деревообделочного завода, кирпичного завода, хлебозавода, клубной площади, 6-го и 10-го кварталов жилых домов будущего г. Джезказган, молочно-товарная ферма[14].
- 5 лаготделение (пос. Джезды) — добыча в шахтах марганцевой руды[15]
- пос. Байконур — угольные шахты (с 29.07.1948 по 07.10.1950)[1]
- Экибастуз — угольный разрез (с 11.08.1949 по 17.11.1950 — передан в Песчанлаг)[1]

## История
Силами заключённых Степлага после войны было начато строительство обогатительной фабрики, ТЭЦ, плотины Кенгирского водохранилища и самого города Джезказгана. Название Степлаг — с 1948, с 8 апреля 1948 начальником лагеря назначен полковник Александр Чечев, ранее заместитель министра внутренних дел Литовской ССР. В это время лагерь обслуживал Джезказганский медный комбинат Министерства цветной металлургии, заключённые работали на угольных шахтах, в строительстве различных объектов, занимались разработкой залежей марганца. Собственные объекты лагеря включали каменные карьеры, кирпичный завод, стройки и ряд других промышленных и сельскохозяйственных производств.

### Восстание
В мае-июне 1954 года Степлаг стал местом одного из самых известных и трагичных в истории ГУЛАГа восстаний (Кенгирское восстание заключённых), подавленного с применением танков. Той весной восстало более пяти тысяч з/к, они требовали встречи с членом Президиума ЦК КПСС.
24 апреля 1956 года Степлаг был ликвидирован. Лагерные подразделения были переданы Управлению исправительно-трудовых лагерей и колоний (УИТЛК) МВД Казахской ССР. Многие заключённые Степлага остались на принудительном поселении в г. Джезказгане и должны были регулярно отмечаться в милиции.

## Руководство Степлага
Начальники и исполняющие обязанности начальника
- Чечев А. А., полковник, с 08.04.1948 — не ранее 07.04.1954[1], но 25.02.1954 «убыл в служебную командировку»[6] и более 3 месяцев отсутствовал[17]
- Щетинин Б. А., подполковник, с 25.02.1954 и. о. начальника[6], 28.05.1954 отстранен от должности зам. начальника[18], 16.09.1954 снят с должности зам. начальника[19]
- Рязанов Н. П., подполковник, не позднее 28.05.1954 и. о. начальника[18], 16.09.1954 предупрежден о неполном служебном соответствии[19]
- Бурдюг В. С., подполковник, с 11.08.1954 по 07.02.1956[1]